# Галкино 2-е
Галкино 2-е — деревня в Кетовском районе Курганской области. Входит в состав Падеринского сельсовета.

## История
До 1917 года входила в состав Падеринской волости Курганского уезда Тобольской губернии. По данным на 1926 год, состояла из 186 хозяйств. В административном отношении являлась центром Второгалкинского сельсовета Курганского района Курганского округа Уральской области.

## Население
| 1989 | 2002 | 2010 |
| ---- | ---- | ---- |
| 34   | ↘17  | ↗25  |

По данным переписи 1926 года в деревне проживало 820 человек (373 мужчины и 447 женщин), в том числе: русские составляли 100 % населения.